# Dingcun-Mensch
Als Dingcun-Mensch (丁村人,  Dīngcūnrén, englisch Dingcun Man) werden paläolithische Fossilien bezeichnet, die 1954 nahe dem Dorf Dingcun des Kreises Xiangfen in der chinesischen Provinz Shanxi entdeckt worden sind. Die Funde gehören in die geologische Periode des Späten Pleistozäns. Der Dingcun-Mensch tritt später als der Changyang-Mensch (Changyangren) auf. Die entdeckten Fossilien – zwei Vorderzähne und ein Backenzahn – stammen von einer Person. Die Struktur der Zähne hat archaische Charakteristika, aber Zahnkrone und Zahnwurzel sind im Vergleich zum Peking-Menschen sehr klein. Zugleich wurden eine große Menge an Steingeräten und Tierfossilien entdeckt. 1976 wurde auf der Fundstätte von Dingcun noch ein Scheitelbeinfossil eines Kindes entdeckt. Der Fund wurde von seinen chinesischen Bearbeitern als früher Homo sapiens bezeichnet, was jedoch in Widerspruch steht zu den heute bekannten, genetischen Analysen zur Ausbreitung des Menschen, aufgrund derer sie zu Homo erectus zu stellen sind.
Der chinesische Archäologe Pei Wenzhong hat die Stätte erforscht.
Die Dingcun-Stätte (Dingcun yizhi 丁村遗址) der Dingcun-Kultur (Dingcun wenhua 丁村文化) steht seit 1961 auf der Liste der Denkmäler der Volksrepublik China (1-137).
Koordinaten: 35° 50′ 15,7″ N, 111° 25′ 35,2″ O